# RIC TV Oeste
RIC TV Oeste é uma emissora de televisão brasileira sediada em Cascavel, porém concessionada em Toledo, ambas cidades do estado do Paraná. Opera no canal 7 (38 UHF digital), e é afiliada à Record. Integra a RIC TV, rede de televisão pertencente ao Grupo RIC. A emissora mantém estúdios localizados no bairro Maria Luíza, e seus transmissores estão no alto do Centro Comercial Emília Saraiva, no centro da cidade. A geradora em Toledo mantém sua estrutura localizada no Jardim Panorama, e há ainda uma sucursal em Foz do Iguaçu, onde há um escritório comercial e também são produzidas reportagens para os programas locais.

## História
A concessão do canal 7 VHF de Toledo foi outorgada ao Sistema Sul de Comunicação pelo presidente José Sarney em 6 de junho de 1989, sendo a terceira e última a ser conquistada pelo grupo por meios próprios. Os esforços para a sua implantação tiveram início em julho de 1991, quando o SSC recebeu do município a doação de um terreno de 4.500 m² para a construção de seus estúdios no Jardim Panorama, que todavia, passou a abrigar apenas seus transmissores por mais de duas décadas.
Após um ano de preparativos, a TV Independência Sudoeste entrou no ar em caráter experimental no dia 7 de setembro de 1992, sendo inaugurada oficialmente em 15 de setembro, em solenidade que contou com a presença do prefeito de Toledo, Luiz Alberto de Araújo, entre outras autoridades. Seus estúdios haviam sido instalados em uma galeria comercial localizada na Avenida Parigot de Souza, 322, no Jardim Santa Maria, de onde a programação local passou a ser produzida a partir de novembro do mesmo ano.
Em fevereiro de 1995, durante sua fase de expansão pelo país, a Rede Record comprou uma participação de 30% das ações das emissoras de televisão do Sistema Sul de Comunicação, incluindo a TV Independência Sudoeste, que após cerca de três anos no ar, encerrou a sua afiliação com a Rede Manchete em 1.º de julho daquele ano. Na segunda metade dos anos 90, a direção da agora intitulada Rede Independência de Comunicação decidiu transferir a produção local da emissora para a vizinha cidade de Cascavel, onde estavam sediadas as suas concorrentes na região, deixando em Toledo apenas as suas operações técnica e comercial. Em 2000, juntamente com as outras componentes da rede, a emissora adotou a mesma sigla do grupo, passando a se chamar RIC Oeste.
Na década de 2010, o Grupo RIC realizou investimentos na ordem de 8 milhões de reais para modernizar a estrutura da empresa no oeste paranaense. Em 3 de setembro de 2014, a RIC voltou a produzir parte de sua programação local em Toledo após mais de uma década, com a inauguração de uma sede própria de 495 m² no local onde funcionavam seus transmissores no Jardim Panorama, em solenidade que teve a presença de várias autoridades do município e jornalistas da Record, como Domingos Meirelles e Thalita Oliveira. Em 28 de agosto de 2017, foi a vez da sucursal de Cascavel deixar os seus antigos escritórios no Central Park Shopping e migrar para um novo endereço no Parque São Paulo, onde passou a funcionar juntamente com a rádio Jovem Pan FM Cascavel.
Em 2 de outubro de 2022, a emissora migrou para novos estúdios no bairro Maria Luíza, em Cascavel, voltando a centralizar toda a sua produção no município. A nova sede, com 700 m², foi inaugurada com um coquetel promovido pelo Grupo RIC em 6 de outubro, que contou com a presença de várias autoridades do município e estrelas da Record, como Celso Zucatelli e Petrônio Gontijo.

## Sinal digital
| Canal virtual | Canal digital | Resolução de tela | Programação                                      |
| ------------- | ------------- | ----------------- | ------------------------------------------------ |
| 7.1           | 38 UHF        | 1080i             | Programação principal da RIC TV Oeste / RecordTV |
| 7.2           | 38 UHF        | 480i              | Aula Paraná (8.º e 6.º anos)                     |
| 7.3           | 38 UHF        | 480i              | Aula Paraná (9.º e 7.º anos)                     |
| 7.4           | 38 UHF        | 480i              | Aula Paraná (Ensino médio)                       |

A emissora lançou oficialmente suas transmissões digitais pelo canal 38 UHF em 3 de setembro de 2014, mesmo dia em que foram inaugurados seus novos estúdios em Toledo. Em paralelo, também foram inauguradas retransmissoras pelo canal 38 UHF em Cascavel e 26 UHF em Foz do Iguaçu.
Em 6 de abril de 2020, em parceria com o governo estadual, a emissora e as outras componentes da RIC colocaram no ar o Aula Paraná, para exibir teleaulas aos alunos da rede pública de ensino que ficaram sem ir para a escola em razão da pandemia de COVID-19. No subcanal 7.2, são transmitidas aulas para estudantes do 8.º e 6.º anos do ensino fundamental; no 7.3, para o 9.º e 7.º anos; e no 7.4, para os estudantes do ensino médio. As mesmas teleaulas exibidas pela TV passaram a ser disponibilizadas em um aplicativo móvel homônimo criado pela Secretaria Estadual de Educação e Esportes.
Transição para o sinal digital
Com base no decreto federal de transição das emissoras de TV brasileiras do sinal analógico para o digital, a RIC TV Oeste, bem como as outras emissoras de Toledo, cessou suas transmissões pelo canal 7 VHF em 28 de novembro de 2018, seguindo o cronograma oficial da ANATEL.

## Programas
Além de retransmitir a programação nacional da RecordTV, atualmente a RIC TV Oeste produz e exibe os seguintes programas:
- Balanço Geral Oeste: Jornalístico, com Valdinei Rodrigues;
- Ver Mais: Revista eletrônica, com Mauro Picini;
- Ric Notícias Oeste: Jornalístico policial, com Vagner Krazt;
- Balanço Geral Oeste Edição de Sábado: Jornalístico, com Rebeca Branco;

Retransmitidos da RIC TV Curitiba
- RIC Notícias Dia: Telejornal, com Manuella Niclewicz;
- RIC Notícias 24h: Boletim informativo, com Manuella Niclewicz;
- A Hora da Venenosa: Quadro do Balanço Geral PR, com Jasson Goulart e Cecília Comel;
- RIC Notícias Noite: Telejornal, com Eduardo Scola;
- RIC Rural: Jornalístico sobre agronegócio, com Sérgio Mendes e Rose Machado

## Retransmissoras
| Cidade                    | Analógico | Digital | Cidade        | Analógico | Digital | Cidade             | Analógico | Digital |
| ------------------------- | --------- | ------- | ------------- | --------- | ------- | ------------------ | --------- | ------- |
| Assis Chateaubriand       | -         | 56 (34) | Cascavel      | -         | 07 (38) | Clevelândia        | 18        | 34*     |
| Dois Vizinhos             | 48        | 38      | Foz do Iguaçu | -         | 21 (26) | Francisco Beltrão  | 24        | 04 (34) |
| Guaíra                    | 21        | 38      | Itaipulândia  | -         | 21 (26) | Laranjeiras do Sul | 21        | 34      |
| Marechal Cândido Rondon   | -         | 07 (34) | Mariópolis    | 34        | -       | Medianeira         | -         | 21 (26) |
| Palmas                    | 38        | 34      | Palotina      | 36        | 38*     | Pato Branco        | 04        | 34      |
| Santo Antônio do Sudoeste | 30        | 38*     | São João      | 45        | 34*     | São Jorge d'Oeste  | 36        | 38*     |
| Turvo                     | 11        | -       | Verê          | 24        | -       | Vitorino           | 53        | 34*     |

* - Em implantação